# Sieć triangulacyjna

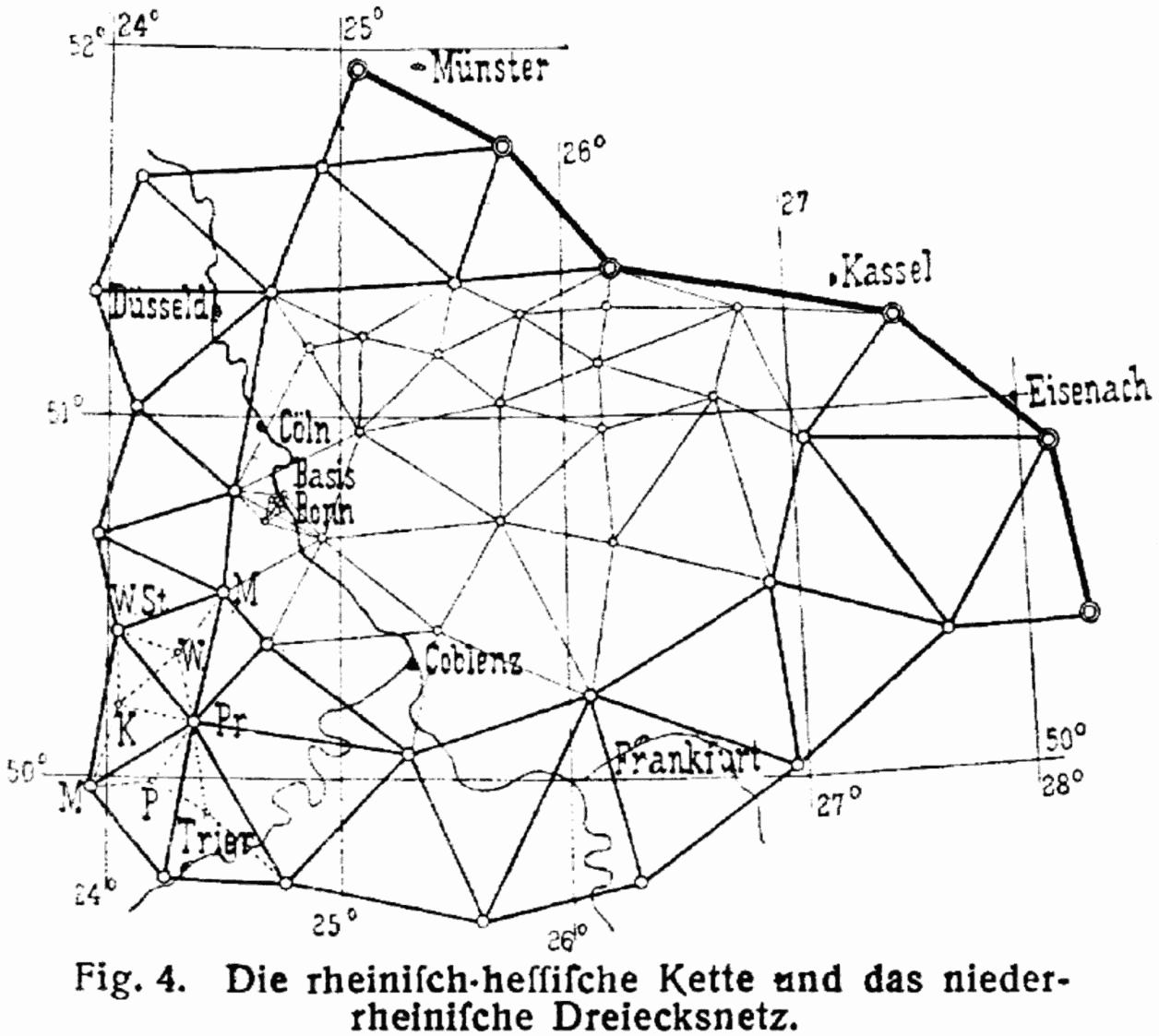
Dziewiętnastowieczna sieć triangulacyjna w Nadrenii

Sieć triangulacyjna – zespół punktów geodezyjnych o wyznaczonym położeniu sytuacyjnym i zastabilizowanych w terenie specjalnymi trwałymi znakami geodezyjnymi. Sieci te składają się z zespołu trójkątów połączonych w ten sposób, że mają one wspólne, przyległe boki. Układ tych trójkątów może być różny, np. w postaci łańcucha trójkątów, sieci powierzchniowych. Wierzchołki tych trójkątów są punktami geodezyjnymi (punkty triangulacyjne), których wzajemne położenie zostało wyznaczone przez pomiar co najmniej trzech elementów (dwa kąty i co najmniej jedna długość). Jeżeli jest to łańcuch trójkątów, wystarczy pomierzyć długość jednego boku (tzw. bazę) oraz co najmniej dwa kąty w każdym trójkącie. W praktyce mierzy się w trójkątach wszystkie kąty.
W Polsce sieć triangulacyjną założono w postaci:
- sieci astronomiczno-geodezyjnej (SAG) – pojedyncze lub podwójne łańcuchy trójkątów zakładane wzdłuż równoleżników i południków w odległości 150–200 km. Tworzą one obwody zamknięte tzw. wieńce;
- sieci triangulacji wypełniającej (SW) – stanowią sieć powierzchniową, której wierzchołkami są punkty triangulacji głównej oraz nowo założone punkty;
- sieci triangulacji zagęszczającej (SZ) – tworzą je punkty dodatkowe, wstawione w każdy trójkąt sieci wypełniającej.

Długość boku triangulacji głównej wynosi średnio około 25 kilometrów, natomiast triangulacji wypełniającej 7 km, triangulacji zagęszczającej 2–5 km.
Obecnie punkty triangulacyjne są wykorzystywane do nawiązywania do nich punktów osnów szczegółowych i pomiarowych.
Niekiedy zakłada się i mierzy tzw. sieci trilateracyjne. Są to sieci, w których pomiarowi podlegają tylko długości boków. Zakłada się także sieci poligonotriangulacyjne. Są to ciągi poligonowe, w których każdy punkt pomierzony jest wzmocniony dodatkowym elementem wcięcia kątowego wstecz wcięcia liniowego.